# Gwynn (Mythologie)
Gwynn fab Nudd [gwin vaːb niːð], auch (älter) Gwyn ap Nudd, ist der Name einer Sagengestalt der walisischen Mythologie. Er wird im Llyfr Du Caerfyrddin („Das Schwarze Buch von Carmarthen“) genannt.

## Mythologie und Etymologie

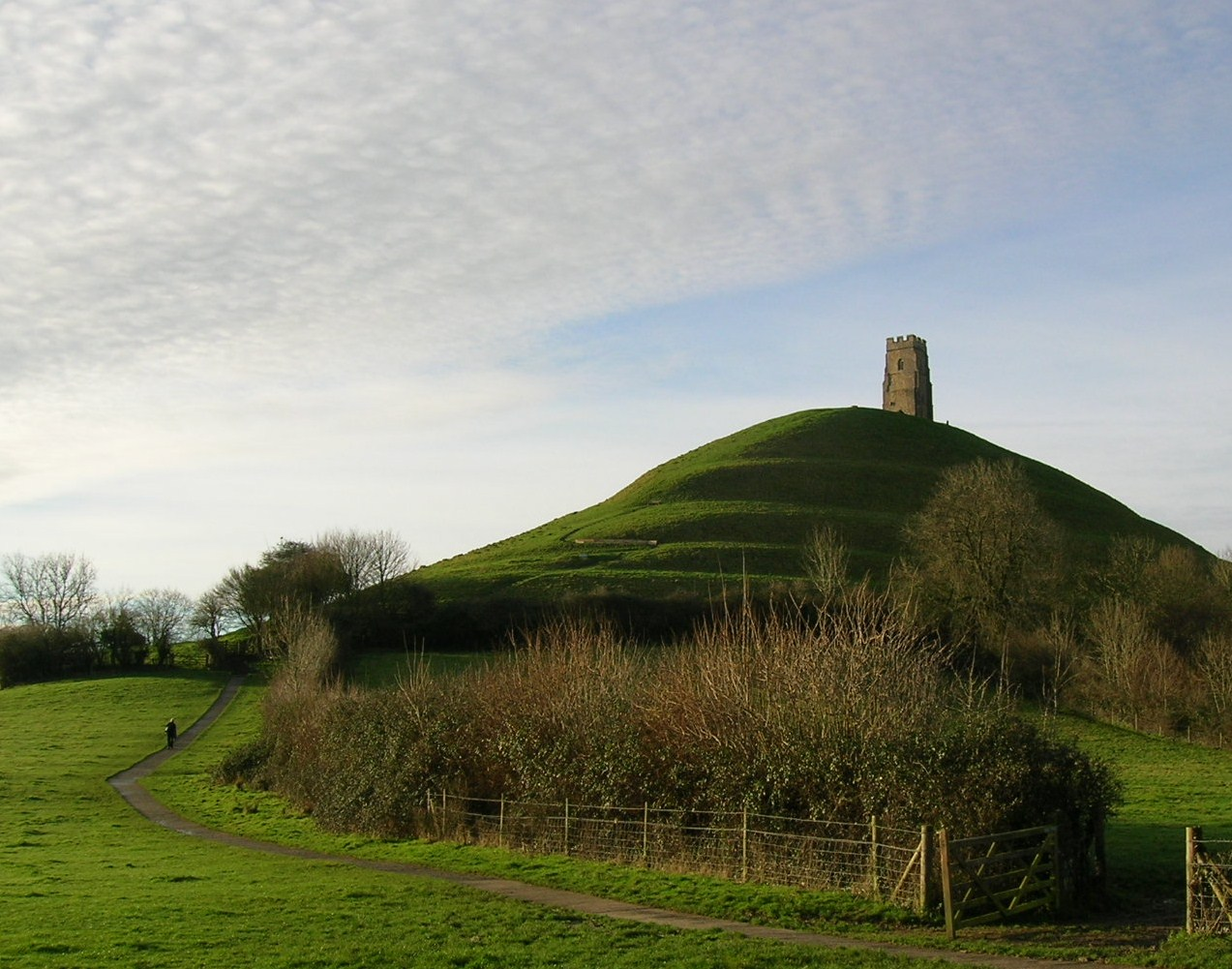
Glastonbury Tor, Gwynns Wohnsitz

Gwynn soll ein Sohn von Lludd/Nudd sein, und somit auch ein Enkel von Beli Mawr.
In der Erzählung Culhwch ac Olwen („Die Geschichte von Culhwch und Olwen“) wird er bei den Gefolgsleuten von König Artus aufgezählt. Der Riese Ysbaddaden, Olwens Vater, erklärt Artus, Culhwch und den anderen Rittern, dass bei der Jagd auf den mythischen Eber Twrch Trwyth unbedingt Gwynn dabei sein müsse, weil er die Kraft von Annwfn besitze. Ein Zwiegespräch zwischen Gwynn und Gwyddno Garanhir bestätigt seine übermenschlichen Kräfte. Ebenfalls in dieser Sage wird die Werbung Gwynns um Creiddylad und der Kampf mit seinem Rivalen Gwythyr erzählt.
Gwynn wird in volkstümlichen Sagen auch als König des Elfenvolkes der Tylwyth Teg genannt. Er soll im Hügel Twr Avallach (Glastonbury Tor) seinen Wohnsitz (Síd) haben.
Der Name Gwynn wird abgeleitet von gwyn („schön“, „leuchtend hell“, „weiß“), gleichbedeutend dem irischen fionn. Auch in der Genealogie gibt es zwischen Gwynn fab Nudd und Fionn mac Cumhaill einen Gleichklang, da Fionns Großvater Nuada heißt.